# 死亡日记 (1999年电影)
是一部由索菲亚·科波拉自編自導的1999年劇情片，改編自傑佛瑞·尤金尼德斯的同名小說。
影片讲述了20世纪70年代中期，在底特律的一个中上阶层郊区，五个迷人的青春期姐妹的生活。在最小的妹妹塞西莉亚最初试图自杀后，所有的女孩都被她们的宗教和过度保护的父母严加看管，最终被限制在家里，这导致她们的行为越来越压抑和孤立。与小说一样，影片以第一人称复数讲述，从一群被女孩们迷住的邻家少年的角度来讲述。

## 外部連結
- 互联网电影数据库（IMDb）上《死亡日记》的资料（英文）
- AllMovie上《死亡日记》的资料（英文）
- 爛番茄上《死亡日记》的資料（英文）
- Box Office Mojo上《死亡日记》的資料（英文）